# كاسولي دي إلسا
كاسولي دي إلسا (بالإيطالية: Casole d'Elsa) هي كومونا في مقاطعة سيينا في توسكانا، تقع على بعد 50 كيلو متر عن الجنوب غربي لفلورنسا و25 كيلو متر عن غرب سيينا.

## السكان
في سنة 1861 بلغ عدد السكان 4٬480 نسمة، وتطور العدد ليصل في سنة 2011 لـ 3٬886 نسمة.
يظهر هذا المخطط البياني تطور النمو السكاني لـ كاسولي دي إلسا

## المشاهد الرئيسية
كنيسة سان نيكولو (بالإيطالية: San Niccolò) هي عمارة رومانسكية الأصل، تحتوي على صحن و 4 ممرات مقسمة عمودياً وشبة عمودياً، و محراب مقوس بنوافذ معمدة. البوابة الرئيسية من القرن الرابع عشر بينما الرواق المعمد حديث، يحتوي على لوحات جدارية من القرن السابع عشر بواسطة رستيشينو، وفي قمة المذبح، واحدة من القرن الرابع عشر.